# 喜蔭項鰭魚
喜蔭項鰭魚，為輻鰭魚綱鱸形目隆頭魚亞目隆頭魚科的其中一種，分布於中東太平洋的夏威夷群島海域，棲息深度6-67公尺，體長可達17.5公分，棲息在沙底質開放海域，受驚嚇時會躲於沙中，生活習性不明，可作為觀賞魚。

## 擴展閱讀
維基物種上的相關：喜蔭項鰭魚